# (5437) 1990 DU3
(5437) 1990 DU3 es un asteroide perteneciente al cinturón de asteroides, descubierto el 26 de febrero de 1990 por Henri Debehogne desde el Observatorio de La Silla, Chile.

## Designación y nombre
Designado provisionalmente como 1990 DU3.

## Características orbitales
1990 DU3 está situado a una distancia media del Sol de 2,299 ua, pudiendo alejarse hasta 2,554 ua y acercarse hasta 2,045 ua. Su excentricidad es 0,110 y la inclinación orbital 6,398 grados. Emplea 1273,82 días en completar una órbita alrededor del Sol.

## Características físicas
La magnitud absoluta de 1990 DU3 es 13,4. Tiene 6,534 km de diámetro y su albedo se estima en 0,224. 